# Station Tanahabang
Tanahabang is een spoorwegstation in de Indonesische hoofdstad Jakarta. 

## Bestemmingen
- Pakuan Ekspres: naar Station Bogor
- Prajayana: naar Station Jakarta Manggarai en Station Jakarta Jatinegara
- Bekasi Ekspres: naar Station Bekasi
- Serpong Ekspres: naar Station Jakarta Kota, Station Manggarai en Station Serpong
- Depok Ekspres: naar Station Duri en Station Depok
- Ciujung: naar Station Manggarai, Station Angke, en Station Parung Panjang
- Bojonggede Ekspres: naar Station Bojonggede
- KRL Ekonomi AC Tanahabang-Serpong
- KRL Ekonomi AC Angke/Tanahabang-Depok
- KRL Ekonomi AC Angke/Tanahabang-Bogor
- KRL Ekonomi Angke/Kampung Bandan/Tanahabang-Bogor
- KRL Ekonomi Manggarai/Tanahabang-Serpong
- KRL Ekonomi Angke/Tanahabang-Depok
- KRL Ekonomi Jakarta Kota/Kampung Bandan-Bekasi
- KRL Ekonomi Tanahabang-Bojonggede
- KRL Ekonomi Kampung Bandan-Manggarai
- Rangkas Jaya: naar Station Rangkasbitung
- Patas Merak: naar Station Jakarta Kota en Station Merak
- Banten Ekspres: naar Station Jakarta Kota en Station Merak
- Senja Bengawan: naar Station Solo Jebres
- Brantas: naar Station Madiun

Ancol ·
Angke ·
Bojong Indah ·
Buaran ·
Cakung ·
Cawang ·
Cikini ·
Cipinang ·
Duren Kalibata ·
Duri ·
Gambir ·
Gang Sentiong ·
Gondangdia ·
Jakarta Kota ·
Jatinegara ·
Jayakarta ·
Juanda ·
Kalideres ·
Kampung Bandan ·
Karet ·
Kebayoran ·
Kemayoran ·
Klender ·
-Baru ·
Kramat ·
Lenteng Agung ·
Manggarai ·
Mangga Besar ·
Palmerah ·
Pasar Minggu ·
-Baru ·
Pasar Senen ·
Pesing ·
Rajawali ·
Rawa Buaya ·
Pondokjati ·
Sawah Besar ·
Sudirman ·
Tanahabang ·
Tanjung Barat ·
Tanjung Priok ·
Tebet ·
Universitas Pancasila